# Жинзифов, Райко
Райко Йоанов (Иванов) Жинзифов (при рождении Ксенофонт Дзиндзифи, впоследствии изменил имя на исконно болгарское; 15 февраля 1839, Велес, Македония, Османская империя, — 15 февраля 1877, Москва, Россия) — болгарский писатель, журналист, переводчик.

## Биография
Учительствовал с 17 лет. В 1858—1864 годах на средства Славянского благотворительного общества учился на историко-филологическом факультете Московского университета, в дальнейшем жил в России. Ещё студентом вместе с Любеном Каравеловым и Константином Миладиновым издавал сборник «Братский труд» (2 выпуска, 1860—1862), а в 1863 году выпустил «Новоболгарский сборник» (болг. «Новобългарска сбирка»), включавший оригинальные стихотворения и переводы на болгарский язык «Слова о полку Игореве», «Краледворской рукописи», стихотворений Шевченко. В 1867 году к подготовленному Василием Дашковым изданию «Древняя болгарская песня об Орфее» Жинзифов приложил её русский перевод. Помимо стихов и стихотворных переводов, Жинзифову принадлежит множество статей в русской и болгарской периодике и единственный рассказ «Кровавая рубашка» (болг. «Кървава кошуля», 1870), проникнутый патриотическим воодушевлением.